# Kár a benzinért
A Kár a benzinért 1964-ben készült, és 1965. február 25-én bemutatott fekete-fehér magyar vígjáték. Rendezője: Bán Frigyes. Írta: Bencsik Imre.

## Cselekmény
„Ön autót szeretne vásárolni? Nem tudja, milyet vegyen? Tanácstalan? Mi megoldjuk minden problémáját. Nézze meg legújabb filmünket! Megszűnik minden gondja, mert mi egyetlen jegy áráért tökéletesen lebeszéljük.” – mondja a vígjáték szolgálatkész narrátora (Kibédi Ervin), aki megpróbálja lebeszélni a nézőt az autóvásárlásról. Ennek érdekében elmesél a nézőknek néhány tanulságos és humoros, autóval kapcsolatos történetet...A film betétdalát az S. Nagy István, Szörényi Levente, Payer András, Veszelinov András összeállítású együttes énekelte.

## Főszereplők
- Pécsi Sándor – Balogh Imre
- Sinkovits Imre – Gál
- Alfonzó – Polacsek
- Major Tamás – Igazgató
- Kibédi Ervin – Narrátor
- Garas Dezső – Zalai
- Kállai Ferenc – Tengődi
- Suka Sándor – Vizsgabiztos
- Sólyom Ildikó – Gálné
- Szemes Mari – Baloghné
- Vass Éva – Paál Gabi
- Horkai János – Gépkocsi eladója
- Fónay Márta – Szomszéd
- Csala Zsuzsa – Szomszéd
- Farkas Antal – Teherautó sofőr
- Bánhidi László – Boldizsár

## Külső hivatkozás
- Kár a benzinért a PORT.hu-n (magyarul)
- Kár a benzinért az Internet Movie Database-ben (angolul)
- Kár a benzinért a Box Office Mojón (angolul)
- Kép a filmből: Vass Éva és Kállai Ferenc